# The Best Horror of the Year
The Best Horror of the Year – amerykańska seria antologii zawierająca opowiadania z gatunku horror, redagowana przez Ellen Datlow. Wydana została przez Night Shade Books. Książki zawierają opowiadania o horrorze, różniące się tematycznie, nadesłane przez wielu autorów. Ukazuje się co roku, począwszy od 2009. 

## Książki w serii
- The Best Horror of the Year: Volume One (2009)
- The Best Horror of the Year: Volume Two (2010)
- The Best Horror of the Year: Volume Three (2011)
- The Best Horror of the Year: Volume Four (2012)
- The Best Horror of the Year: Volume Five (2013)
- The Best Horror of the Year: Volume Six (2014)
- The Best Horror of the Year: Volume Seven (2015)
- The Best Horror of the Year: Volume Eight (2016)
- The Best Horror of the Year: Volume Nine (2017)
- The Best Horror of the Year: Volume Ten (2018)